# 杜达·桑帕约
杜达·爱德华达·费雷拉·桑帕约（葡萄牙語：Maria Eduarda Ferreira Sampaio，2001年5月18日—），巴西女子足球运动员。她曾代表巴西国家队参加2024年夏季奥林匹克运动会女子足球比赛，获得一枚银牌。